# しかしMPがたりない
しかしMPがたりないは、宮城県仙台市を拠点に活動するゲーム音楽吹奏楽団である。

## 概要
2006年、東北大学学友会吹奏楽部の有志により、アンサンブル団体として結成したのが始まり。2010年に一般吹奏楽団として再結成され、社会人と学生で構成するメンバーにて活動を続けている。定期演奏会のほか、定禅寺ストリートジャズフェスティバルやとっておきの音楽祭、仙台クラシックフェスティバル等のイベントにも参加している。

## 経歴
- 2006年 - 東北大学学友会吹奏楽部の有志により結成。
- 2010年 - 一般吹奏楽団として再結成。
- 2011年
  - 1月16日 - 第1回定期演奏会「MPのない音楽会」を仙台市戦災復興記念館にて開催[1]。
  - 9月25日 - 第2回定期演奏会「MPのない音楽会2 ~みんな大好きえむぴ魂~」を仙台市青年文化センターにて開催[4]。
- 2012年12月22日 - 第3回定期演奏会「MPのない音楽会3 ~演奏会が4000倍楽しくなるクーポン券つき~」を仙台市青年文化センターにて開催[5]。
- 2013年12月1日 - 第4回定期演奏会「MPのない音楽会Ⅳ ~BOSS~」を仙台市青年文化センターにて開催[2]。
- 2015年1月24日 - 第5回定期演奏会「MPのない音楽会V ~犯人はヤス~」を楽楽楽ホールにて開催[6]。
- 2016年2月21日 - 第6回定期演奏会「MPのない音楽会VI ~えむぴ帝国の逆襲~」を川内萩ホールにて開催[7]。
- 2017年1月29日 - 第7回定期演奏会「MPのない音楽会VII ~好敵手（ライバルズ）~」を川内萩ホールにて開催[8]。
- 2018年
  - 1月21日 - 第8回定期演奏会「MPのない音楽会VIII ~失われた旋律を求めて~」を川内萩ホールにて開催[9]。
  - 9月23日 - 第9回定期演奏会「MPのない音楽会9 ~Pの逆襲~」を川内萩ホールにて開催[10]。
- 2020年1月26日 - 第10回定期演奏会「MPのない音楽会X ~灯火の指揮棒~」を川内萩ホールにて開催。
- 2022年
  - 2月20日 - 第11回定期演奏会「MPのない音楽会11 ~ぼくらは、MPと強くなる~」をオンライン（公式Youtubeチャンネル）にて開催。
  - 10月16日 - 第11回定期演奏会「MPのない音楽会11 ~ぼくらは、MPと強くなる~」をオフライン版として岩沼市民センターにて演奏[11]。
- 2023年5月7日 - 第12回定期演奏会「MPのない音楽会12 ~したっぱとしょうぶをしかけた~」を川内萩ホールにて開催。
- 2024年10月6日 - 第13回定期演奏会「MPのない音楽会13」を川内萩ホールにて開催[3]。